# Laurentia (plante)
Genre
Classification phylogénétique
Laurentia est un genre de plantes de la famille des Campanulacées comprenant une cinquantaine d'espèces.

## Synonymes
- Isotoma
- Hippobroma

## Liste d'espèces
- Laurentia longiflora cultivée à des fins ornementales sous le nom d'Etoile de Bethléem